# Åkerö, Leksands kommun
Åkerö är en by i Leksands kommun i Dalarna.
Åkerö ligger på Österdalälvens södra strand i Leksand. Byn förbinds med Noret via Leksandsbron. 

## Historia
Åkerön, där Leksands folkhögskola är belägen, var en gång i tiden en udde på den motsatta stranden av Dalälven. Omkring 6.000 f. Kr. bröt sig Dalälven en ny älvfåra norr om den gamla. Åkerötjärnen är en rest av den gamla älvfåran. Man har gjort flera fynd av blästerugnsslagg i byn. Bland de mer intressanta är en bottensmälta från en järnframställningsugn, en av ganska få dylika fynd i Dalarna.
Ortnamnet förekommer inte i några medeltida dokument. Byn kallas i äldre dokument 'Åkra' eller 'Åker'. I den äldsta skattelängden från 1539 fanns här två bönder. Mantalslängden 1668 upptar åtta hushåll, och Holstenssons karta från samma år har lika många gårdstecken. År 1750 upptar mantalslängden hela 30 hushåll, 1830 var antalet 31. I början av 1870-talet förstördes stora delar av byn av en brand. Närheten till Leksands-Noret gjorde att "herrskapsturismen" tidigt påverkade även Åkerö. Redan på 1890-talet slog sig professor Gustaf Cassel och konstnären Elsa Hammar ned i byn, och knubbgården blev en viktig knutpunkt för de intellektuella livet. Konstnärerna Emerik Stenberg och Sam Uhrdin bodde även en tid i Åkerö, innan de slog sig ned i Ullvi respektive Tibble. Andra konstnärer i byn var Ivar Nyberg, som övertog Emerik Stenbergs gård, och Gustaf Theodor Wallén.
Trots detta, eller kanske på grund av detta, antecknar Karl-Erik Forsslund 1922 av byn består av ett 40-tal gårdar som är "märkligt bibehållna för att ligga så nära Noret, bäddade i grönt vid bygator mellan lönnar och björkar". Sedan nya landsvägsbron blivit klar 1926 och ersatt den gamla flottbron och Leksands-Noret fortsatt att växa har Åkerö blivit allt mer en del av Leksands-Noret. Bykärnan är dock förhållandevis oförändrad.

## Samhället
I området finns grundskolan Åkerö skola och Leksands folkhögskola. 
Byn är känd för att ha varit en träffpunkt för konstnärer som ofta vistades på Knubbgården.

## Personer från orten
Konstnärer som bott i byn är bland andra Harry Fahlstedt och Valfrid Jönses. I byn bodde även tonsättaren Hugo Alfvén. 
I dag bor Erkers Marie Persson i Åkerö.
NHL-spelaren Filip Forsberg till vardags i Nashville Predators kommer från Åkerö.